# Wilfred Roussel
Wilfred Roussel est un homme politique canadien élu à l'Assemblée législative du Nouveau-Brunswick lors de l'élection provinciale de 2014. Il représente la circonscription de Lamèque-Shippagan-Miscou en tant qu'un membre de l'Association libérale du Nouveau-Brunswick de 2014 à 2018.